# Susanna Ceccardi
Susanna Ceccardi (Pisa, 19 marzo 1987) è una politica italiana, europarlamentare per la Lega dal 2019. Dal 2016 al 2019 è stata sindaca di Cascina.

## Biografia
Dal ramo paterno la sua famiglia è originaria del paese di Vaglie, nell'ex comune di Ligonchio, oggi Ventasso in provincia di Reggio Emilia, ed è una lontana cugina di Iva Zanicchi attraverso il nonno paterno. Francesco Ceccardi, fratello del nonno paterno, morì nella frazione di Busana sugli Appennini, ucciso dall'esercito della Repubblica Sociale Italiana nel gennaio 1945 ed è commemorato da una croce lungo la strada con una lapide. Si è diplomata al Liceo Classico Galilei. Iscritta successivamente alla facoltà di giurisprudenza dell'Università di Pisa, dove iniziò l'attività politica come rappresentante degli studenti, si è laureata in giurisprudenza presso la medesima università nel 2024, sostenendo una tesi sulla “Legge Pinto”. È consigliere delle relazioni USA-UE per la Fondazione Italia USA.
Dal 2018 ha una relazione con Andrea Barabotti, attualmente deputato della Lega Nord Toscana (e dal 2022 deputato). Il 28 settembre 2019 la coppia ha avuto una figlia.

### Carriera politica
Esponente della Lega Nord, nel 2011 viene eletta come membro dell'opposizione nel consiglio comunale di Cascina. Alle elezioni politiche del 2013 è candidata alla Camera dei deputati, ma senza essere eletta. Nel maggio 2014 partecipa come ospite fisso al talk show politico Announo sul canale La7.
Nel 2015 si candida alle elezioni regionali in Toscana, risultando la prima dei non eletti nel collegio di Pisa, ottenendo 4401 preferenze, venendo preceduta dal collega di partito Roberto Salvini.

#### Sindaca di Cascina
Nel 2016 si candida a sindaco di Cascina, raccogliendo il 28,4% dei voti al primo turno e vincendo poi il ballottaggio con il 50,3%. La sua vittoria interrompe 70 anni di leadership locale della sinistra e Cascina diventa il primo grande comune vinto dalla Lega Nord Toscana nella regione e il secondo in generale dopo Bagni di Lucca in una regione che è tradizionalmente roccaforte della sinistra. Sempre nel 2016 conferisce la cittadinanza onoraria a Magdi Allam, ex musulmano convertitosi al cristianesimo e noto per le sue critiche all'estremismo islamico (la cittadinanza viene poi revocata dallo stesso consiglio comunale nel 2021). Si oppone fortemente alla costruzione di una moschea a Pisa; ha tuttavia concesso alla locale comunità senegalese uno spazio pubblico per la celebrazione della Id al-fitr, chiedendo in cambio la ferma condanna di tutti gli atti di violenza legati al fondamentalismo islamico. Nel settembre 2018 entra nello staff del segretario federale della Lega Matteo Salvini, dopo che questi era diventato ministro dell'Interno e vicepremier nel governo Conte I.

#### Europarlamentare
Nell'aprile 2019 si candida per il suo partito alle elezioni europee di quell'anno, risultando eletta con 48239 preferenze il 2 luglio, diventando l'eurodeputato più giovane del suo partito. Di conseguenza, decade dalla carica di sindaco e viene sostituita dal vicesindaco Dario Rollo, facente funzioni a partire dal 27 giugno 2019.
Alle elezioni europee del 2024 viene ricandidata nella stessa circoscrizione, in seconda posizione dietro a Roberto Vannacci. Con oltre 33.000 preferenze raccolte, è la prima dei non eletti; tuttavia, ottiene un seggio al Parlamento europeo in seguito alla rinuncia da parte di Roberto Vannacci, che aveva scelto la circoscrizione nord-occidentale.

#### Candidatura a presidente della Toscana

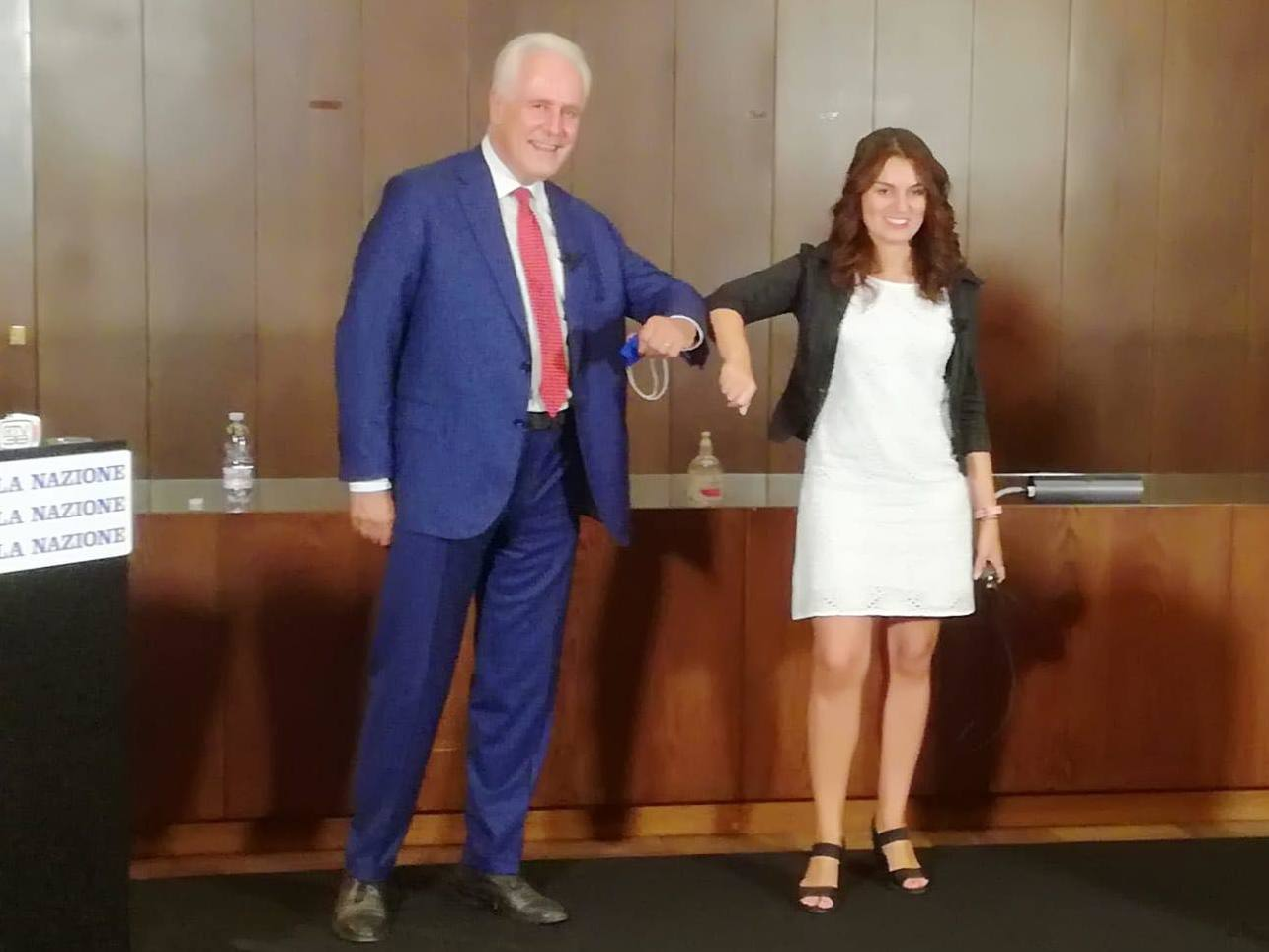
Ceccardi con Eugenio Giani al confronto del 13 luglio 2020 nell'auditorium de La Nazione a Firenze.

Il 22 giugno 2020, in vista delle elezioni regionali, Lega, Fratelli d'Italia e Forza Italia annunciano la sua candidatura alla carica di presidente della Regione Toscana; è sostenuta anche dall'Unione di Centro e Toscana Civica per il cambiamento, una federazione di liste civiche che include anche esponenti di Cambiamo!, l’associazione Mida e i Liberaldemocratici. Ottiene il 40,4% dei voti, risultando sconfitta da Eugenio Giani del Partito Democratico, che vince con il 48,6%. Successivamente annuncia la rinuncia al ruolo di consigliere regionale per rimanere in carica al Parlamento europeo.

## Posizioni politiche
È stata descritta dal Financial Times come un esempio di giovani politici italiani che sostengono una visione più critica dell'Unione europea.

### Arrivo dei profughi dall'Ucraina
In un intervento a Sky TG24 del 3 marzo 2022 afferma, parlando dell'invasione russa dell'Ucraina: «Bisogna vedere se scappa davvero dall'Ucraina. Non è facile stabilirlo, bisogna seguire un processo, altrimenti diventa un viatico per tutti quelli che scappano dall’Africa.» Il giorno successivo, sulle molte polemiche scatenate dalle sue affermazioni, Ceccardi ha confermato la propria posizione su Facebook. Dalla rotta balcanica, invece, arrivano principalmente migranti da Afghanistan, Pakistan, Siria e Iraq, comunque di zone di guerra.

### Costituzione "sovranista"
In un intervento a In onda su LA7 del 8 agosto 2022 afferma che la Costituzione della Repubblica Italiana è sovranista in quanto: "l'articolo 3 della nostra Costituzione dice che l'Italia è una Repubblica fondata sul lavoro e che la 'sovranità' appartiene al Popolo quindi anche la nostra Costituzione è sovranista'" (tuttavia questo è l'enunciato dell'Art. 1 della Costituzione Italiana)..

### Violenza sulle donne
La Ceccardi ha più volte rilasciato dichiarazioni controverse riguardo la violenza sulle donne, equiparandola alla violenza subita dagli uomini e promuovendo iniziative contro ogni forma di violenza, come ad esempio la "Giornata contro la violenza sugli uomini". Nel maggio 2023, al Parlamento europeo ha votato contro la risoluzione che chiedeva all'Unione europea di aderire alla Convenzione di Istanbul, mentre l'indicazione del suo partito era quella dell'astensione.